# Елізабет Бір
Сара Бір Елізабет Вишневськи (англ. Sarah Bear Elizabeth Wishnevsky; нар. 1971), знаніша як Елізабет Бір (англ. Elizabeth Bear) — американська письменниця, автор науково-фантастичної літератури. Лауреат премій Джона Кемпбелла у 2005 (найкращому новому письменникові-фантасту), «Локус» у 2006 (за найкращий дебютний роман), «Г'юго» у 2008 (за найкраще оповідання) і 2009 (за найкращу коротку повість). Елізабет Бір є однією з п'яти авторів (не рахуючи Бір, це Керолайн Черрі, Орсон Скотт Кард, Спайдер Робінсон і Тед Чан), хто став лауреатом Г'юго після отримання премії Кемпбелла.

## Біографія
Письменниця має українське і шведське (за переказами — з вікінгів) походження. Її прадід був українцем-козаком, що втік від служби в царській армії. Прізвище він вигадав з утилітарних причин, справжнє прізвище предка невідоме. У комерційних цілях письменниця використовує лише одне ім'я і одне прізвище.
Елізабет Бір народилася 22 вересня 1971 в Гартфорді, штат Коннектикут, де і провела все дитинство. Елізабет вивчала англійську мову й антропологію в Коннектикутському університеті, але навчання не закінчила. 2000 року Елізабет вийшла заміж за Крістофера Кіндреда (англ. Christopher Kindred) і переїхала до Лас-Вегаса (штат Невада), але в січні 2006 повернулася в Коннектикут.
Дебютний роман Елізабет Бір «Викована» про жінку-кіборга з Канади, перша частина трилогії про Дженні Кейсі, вийшов у січні 2005 року. У тому ж році (липень та листопад) вийшли романи-продовження: «Шрам» і «На зв'язку зі світом». 2005 року Бір здобула премію Джона Кемпбелла, як найкращий новий письменник-фантаст, а в 2006 році премію «Локус» за найкращий дебютний роман. У травні 2005 року було опубліковано оповідання Елізабет Бір «Між дияволом і синім морем», що описує пересування кур'єра по постапокаліптичній Америці (що примітно, для написання Елізабет спеціально збирала матеріали по пересуванню в радіоактивній зоні). У травні 2006 року був виданий збірник прози «Ланцюги, які ти відкидаєш».
У тому ж 2006 році Елізабет Бір розпочала фентезійну серію «Доба Прометея», про війну Клубу Прометея, створеного при дворі королеви Єлизавети I, проти Фейрі[прояснити]. Перший роман «Кров і залізо» дебютував 27 червня. Дія другого роману, «Віскі і вода», відбувається через 7 років і цього разу у війну вступають нові сторони. Роман увійшов у щорічний рекомендаційний список найкращих книг 2007 року, що складається журналом «Локус». Серію завершує дилогія «Стретфордська людина»: перша частина є приквелом до перших двох книг серії, а за сюжетом у протистояння виявляються залучені Вільям Шекспір і Крістофер Марло. Роман «Чорнило і сталь» увійшов до списку найкращих книг жанру фентезі за підсумками 2008 року, що укладається Американською бібліотечною асоціацією.
Роман «Глибинна течія», виданий у 2007 році, розповідає про віддалену рудну планету, населену, що живуть у воді, де герой виявляється втягнутим у політичні чвари гірничодобувної компанії. Восени 2007 року вийшов роман «Товариш вовкам», написаний Бір у співавторстві з письменницею Сарою Монетт (англ. Sarah Monette), головний герой якого приєднується до правоохоронців півночі, воїнам, які несуть службу на півночі і мають телепатичний зв'язок з гігантськими вовками. У співавторстві з Монетт, Бір написала ряд оповідань, зокрема «Буджум», про дівчину, яка займається космічним піратством і яка постає перед вибором: втратити тілесну оболонку або зберегти розум.
Детективна серія «Новий Амстердам», розпочата в 2007 році, належить до жанру альтернативної історії (умовно, бо фізичні закони описуваного світу відмінні). Головними героями є королівський детектив Абігайль Гарретт (англ. Abigail Irene Garrett) і детектив-вампір Дон Себастьян (англ. Don Sebastien).
Роман «Пил», виданий в січні 2008 року, починає трилогію «Драбина Якова», космічну оперу про давній корабель, на якому зібрані кілька поколінь поселенців (включаючи ворогуючі фракції кіборгів, інфікованих штучним інтелектом ангелів і майже безсмертних піднесених). У другій частині (роман «Холод»), що вийшла в 2010 році, крім внутрішніх інтриг, над мандрівниками нависає загроза ззовні. Третя частина трилогії знаходиться в роботі.

### Цикли
- Трилогія про Дженні Кейсі (англ. The Jenny Casey Trilogy)
  - Роман «Викована» (англ. Hammered), січень 2005 року;
  - Роман «Шрам» (англ. Scardown), липень 2005 року;
  - Роман «На зв'язку зі світом» (англ. Worldwired), листопад 2005 року.
- Серія Доба Прометея (англ. The Promethean Age)
  - Роман «Кров і залізо» (англ. Blood and Iron), червень 2006 року;
  - Роман «Віскі і вода» (англ. Whiskey and Water), липень 2007 року;
  - Дилогія «Стратфордська людина» (англ. The Stratford Man):
    - Роман «Чорнило і сталь» (англ. Volume I: Ink and Steel), липень 2008 року;
    - Роман «Пекло і Земля» (англ. Volume II: Hell and Earth), серпень 2008 року.
- Космічна опера Драбина Якова (англ. Jacob's Ladder Trilogy)
  - Роман «Пил» (англ. Dust), грудень 2007 року;
  - Роман «Холод» (англ. Chill), лютий 2010 року;
  - Роман «Пісок» (англ. Grail), в роботі.
- The Edda of Burdens
  - Роман «All the Windwracked Stars», жовтень 2008 року;
  - Роман «By the Mountain Bound», жовтень 2009 року;
  - Роман «The Sea thy Mistress», жовтень 2010 року.
- Серія The Iskryne Series (у співавторстві із Сарою Монетт)
  - Роман «Товариш вовкам» (англ. A Companion to Wolves), жовтень 2007 року;
  - Роман «A Reckoning of Men», запланований на 2011 рік;
  - Роман «An Apprentice to Elves», запланований на 2013 рік.
- Серія Новий Амстердам (англ. New Amsterdam series):
  - Роман «Новий Амстердам» (англ. New Amsterdam), травень 2007 року;
  - Розповідь «Seven for a Secret», березень 2009 року;
  - Розповідь «Біле місто» (англ. The White City), запланований на 2011 рік.

### Романи
Романи, що не входять в цикли і серії:
- «Карнавал» (англ. Carnival), листопад 2006 року;
- «Глибинні течії» (англ. Undertow), серпень 2007 року.

### Оповіді та повісті
Більшість оповідань Елізабет Бір увійшли в авторський збірник «Ланцюги, які ти відкидаєш» (англ. The Chains That You Refuse), що вийшов наприкінці 2007 року.
- «Тигр! Тигр!» (англ. Tiger! Tiger!), вересень 2003 року (написаний для антології Shadows Over Baker Street);
- «Між дияволом і синім морем» (англ. And the Deep Blue Sea), травень 2005 року;
- «Собачий острів» (англ. Ile of Dogges), у співавторстві з Сарою Монетт, 2006 рік;
- «Берегова лінія» (англ. Tideline), червень 2007 року;
- «Буджум» (англ. Boojum), у співавторстві із Сарою Монетт, 2008 рік;
- «Шогготи в цвіту» (англ. Shoggoths in Bloom), березень 2008 року;
- «Дві мрії» (англ. Two Dreams on a Train), 2009 рік.

## Номінації та нагороди
- Лауреат премії Джона В. Кемпбелла найкращому новому письменникові-фантасту 2005.
- Лауреат премії «Локус» 2006 за найкращий дебютний роман (трилогія про Дженні Кейсі).
- Номінант премії Філіпа Діка (англ. Philip K. Dick Award) в 2006 році за найкращу НФ-книгу в США (роман «Карнавал») (Бір отримала почесний диплом).
- Номінант премії Філіпа Діка (англ. Philip K. Dick Award) в 2007 році за найкращу НФ-книгу в США (роман «Глибинні течії»).
- Номінант премії «Sidewise», головної нагороди в галузі альтернативної історії (англ. Sidewise Award for Alternate History), в 2007 році за найкращий твір малої форми (оповідання «Lumiere»).
- Номінант премії «Lammys» (англ. Lambda Literary Award) в 2007 році за твір у жанрі фантастики, у якому висвітлюються проблеми сексуальних меншин (роман «Карнавал»).
- Лауреат премії «Г'юго» 2008 за найкраще оповідання («Берегова лінія»).
- Лауреат премії Теодора Старджон (англ. Theodore Sturgeon Memorial Award) 2008 за найкраще НФ-оповідання («Берегова лінія»).
- Номінант премії «Lammys» (англ. Lambda Literary Award) у 2008 році за твір у жанрі фантастики, у якому висвітлюються проблеми сексуальних меншин (роман «Товариш вовкам», у співавторстві із С. Монетт).
- Лауреат премії «Г'юго» 2009 за найкращу коротку повість («Шогготи в цвіту»).